# Karel Boeykens
Karel Boeykens (ca. 1928 - 10 januari 2014) was een Belgisch syndicalist voor het ABVV.

## Levensloop
Hij werd actief binnen het ABVV als militant in 1954 bij het metaalbedrijf Schippers-Podevijn. Bij de daarop volgende sociale verkiezingen werd hij verkozen als syndicaal afgevaardigde. In 1965 werd hij rechtstreeks van de werkvloer Nationaal secretaris voor BBTK, de vakcentrale voor bedienden. Vervolgens werd hij aangesteld als ondervoorzitter. Toen François Janssens voorzitter werd van het ABVV, volgde hij deze op in de hoedanigheid van BBTK-voorzitter, een functie die hij uitoefende tot aan zijn pensioen in 1992.
Een van zijn grootste realisaties was de arbeidsduurvermindering in de distributiesectoren, alwaar hij in de jaren 70 de werkweek wist te verkorten van 40 naar 36 uren.